# Ulg

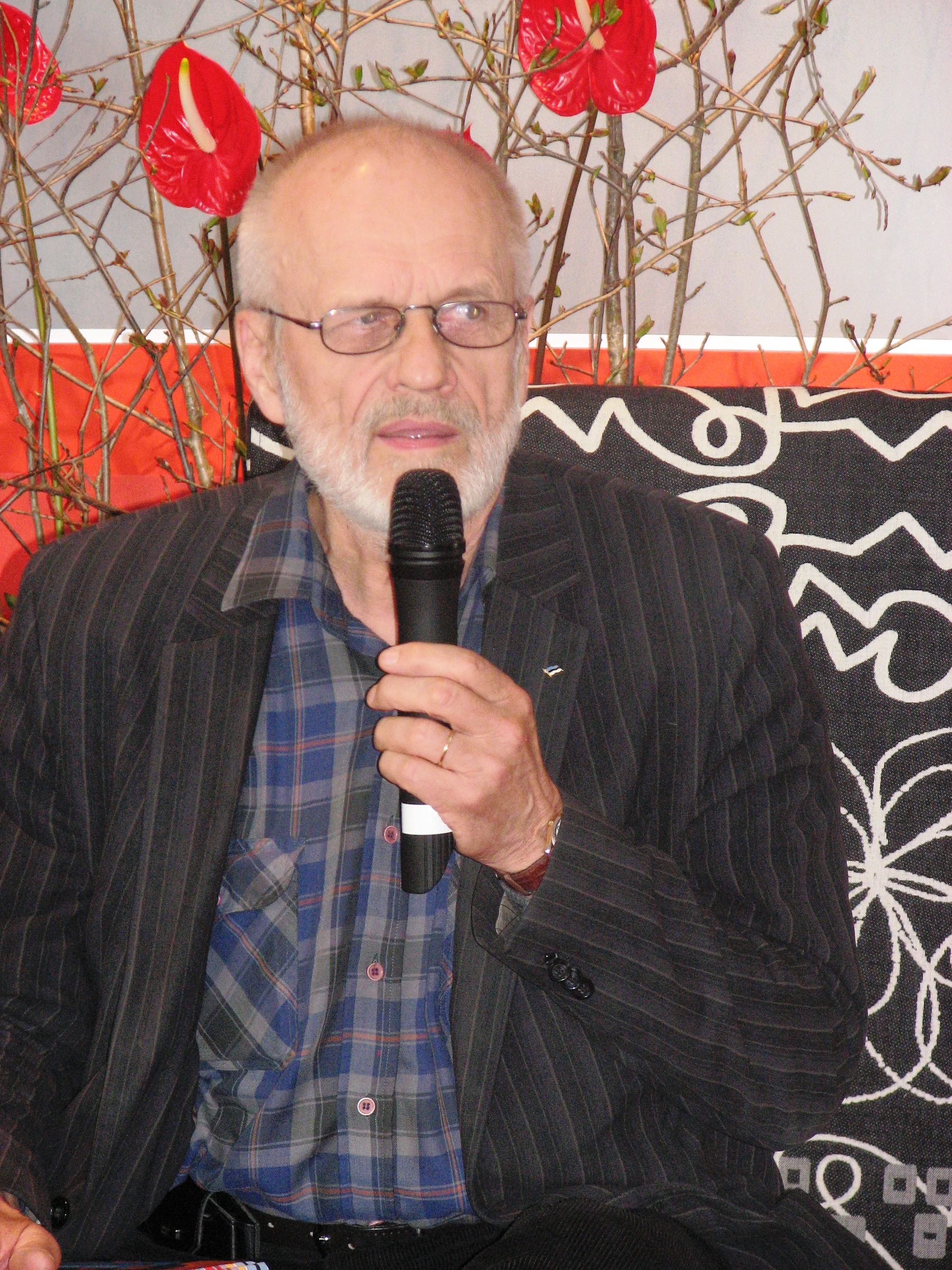
Konstnären Jüri Arrak (2010) gjorde omslagets bild

Ulg är det femte studioalbumet av det estniska folk metal-bandet Metsatöll. Det gavs ut 1 november 2011 av Spinefarm. Låten "Kivine maa" gavs ut som singel innan albumet släpptes, 14 september 2011.   Albumet släpptes som CD i originalutgåva och även i en begränsad utgåva i en metallbox.
Texterna på albumet är skrivna av Lauri "Varulven" Õunapuu utom "Kivine maa" (Land Full of Stones), "Rabakannel" (Bog-harp) och "Kahjakaldad" (Sacrificial shores) som är skrivna av Raivo "KuriRaivo" Piirsalu.Albumomslagets bild är skapad av konstnären Jüri Arrak som år 2000 tilldelades Vita stjärnans orden av Estlands president.
PÅ 2012 års gala av Eesti Muusikaauhinnad (Estonian Music Awards) nominerades albumet och bandet till fyra olika utmärkelser; Årets band, Årets album, Årets musikvideo och Årets metallalbum. Ulg van utmärkelsen som Årets metallalbum.

## Musiker

### Bandmedlemmar
- Markus "Rabapagan" Teeäär – sång, rytmgitarr
- Lauri "Varulven" Õunapuu – gitarr, sång, säckpipa, flöjt, cittra, mungiga och andra folkmusikinstrument
- Raivo "KuriRaivo" Piirsalu – bas, kontrabas, bakgrundssång
- Marko Atso – trummor, percussion, bakgrundssång

### Övrig medverkan
- Kristjan "Luix" Luiga - design
- Keijo Koppel - inspelning, mixning
- Mika Jussila - mastring
- Kristjan Lepp - fotografi
- Marko Atso - mixning
- Jüri Arrak - omslagsbild

## Låtlista
Estniska titlar
1. Agu
2. Sõjasüda
3. Küü
4. Muhu õud
5. Kivine maa
6. Rabakannel
7. Isata
8. Kahjakaldad
9. Tormilind
10. Ulg
11. Eha

Bandets egen översättning av låttitlarna till engelska
1. Daybreak
2. Warheart
3. Serpent
4. Muhu Dread
5. Land Full of Stones
6. Bog-harp
7. Fatherless
8. Sacrificial shores
9. Shearwater
10. The Howl
11. Dusk